# Bastiano Mainardi

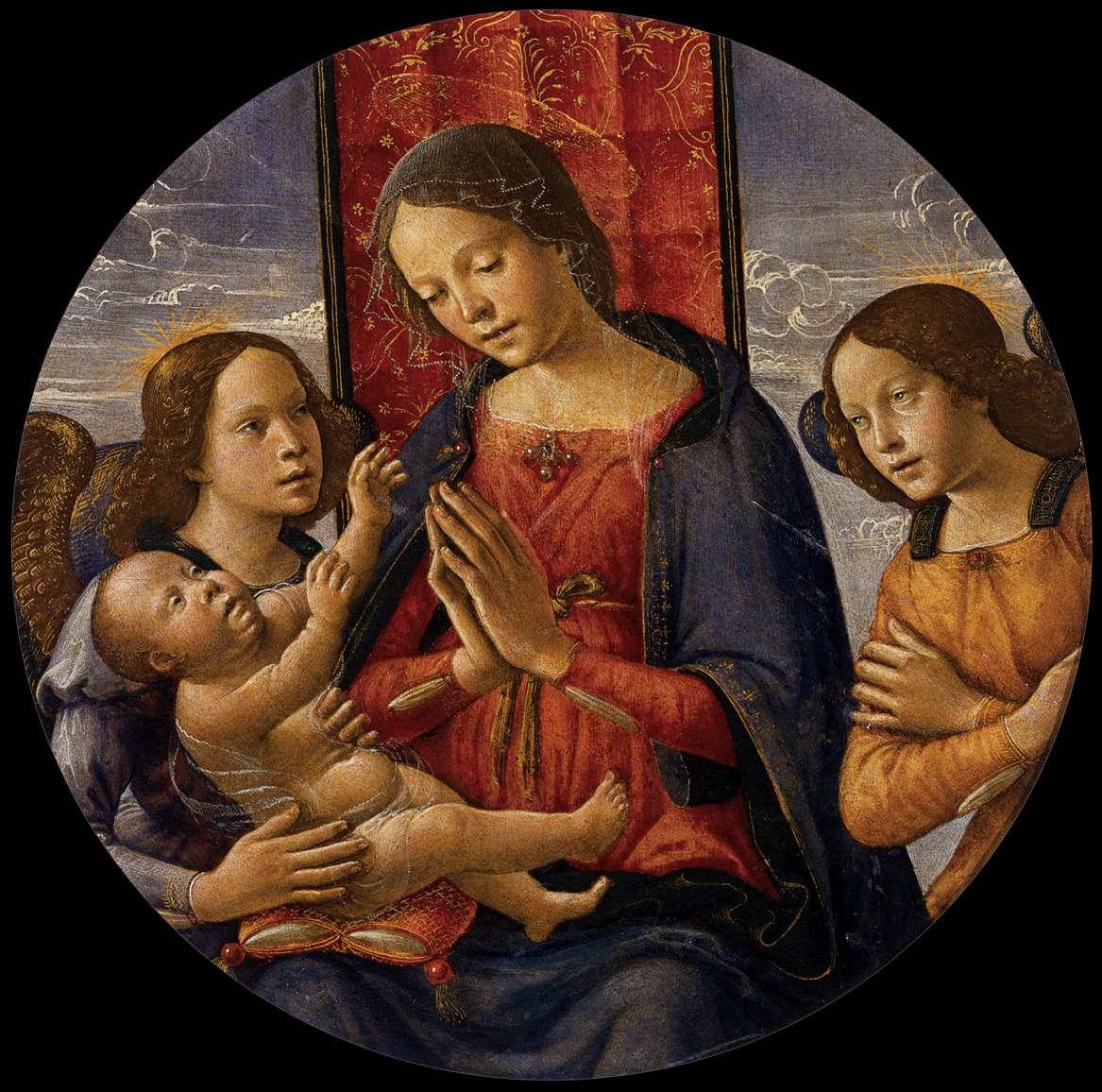
Madonna, um 1490

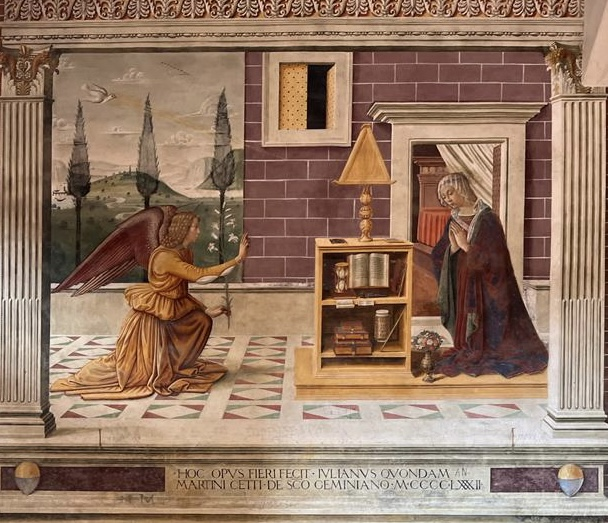
Die Verkündigung von 1482 in San Gimignano

Bastiano Mainardi (* um 1460 in San Gimignano; † 1513 in Florenz) war ein italienischer Maler in der Renaissance.

## Leben
Mainardi wurde in Florenz von seinem Schwager Domenico Ghirlandaio ausgebildet und war dann dessen Mitarbeiter. Er fertigte zahlreiche Gemälde für Kirchen in Florenz und San Gimignano, die den Einfluss sowohl von Ghirlandaio als auch von Andrea del Verrocchio zeigen.